# Rákosrendező-Kötőtelep
Rákosrendező-Kötőtelep egy ma már használaton kívüli vasúti üzem Budapest XIV. kerületében.

## Története
A Kötőtelep Rákosrendező vasútállomás északi végénél, a Budapest–Szob-vasútvonal Rákosrendező és Istvántelek megállóhely közötti része, a Rákosszentmihály vasútállomás felé ágazó Körvasút, illetve az Angyalföld vasútállomás és a Körvasutat összekötő vágány között, a Marcheggi-hídtól délre épült ki valamikor az 1960-as évek közepe táján. Vasúti kapcsolata a telepnek déli irányba, Rákosrendező felé volt a Budapest–Szob-vasútvonalhoz.
Nevét arról kapta, hogy itt építették össze a nagyobb pályafelújításoknál lefektetendő hosszabb sínmezőket előre a munkálatokat gyorsítandó. A létesítményen belül 6 vágányt fektettek le, és két bakdarut is építettek a feladatok könnyítéséért. 
A telep körülbelül 40 éven át üzemelt, 2008-ban szűnt meg a használata. Ezt követően kiürítették, a létesítmények nagy részét (beleértve a bakdarukat is) elbontották. A vágányok azonban megmaradtak, habár 2017-ben állapotuk miatt kizárták őket a forgalomból. Az üres telepet lassan benőtte a növényzet.

## Képtár

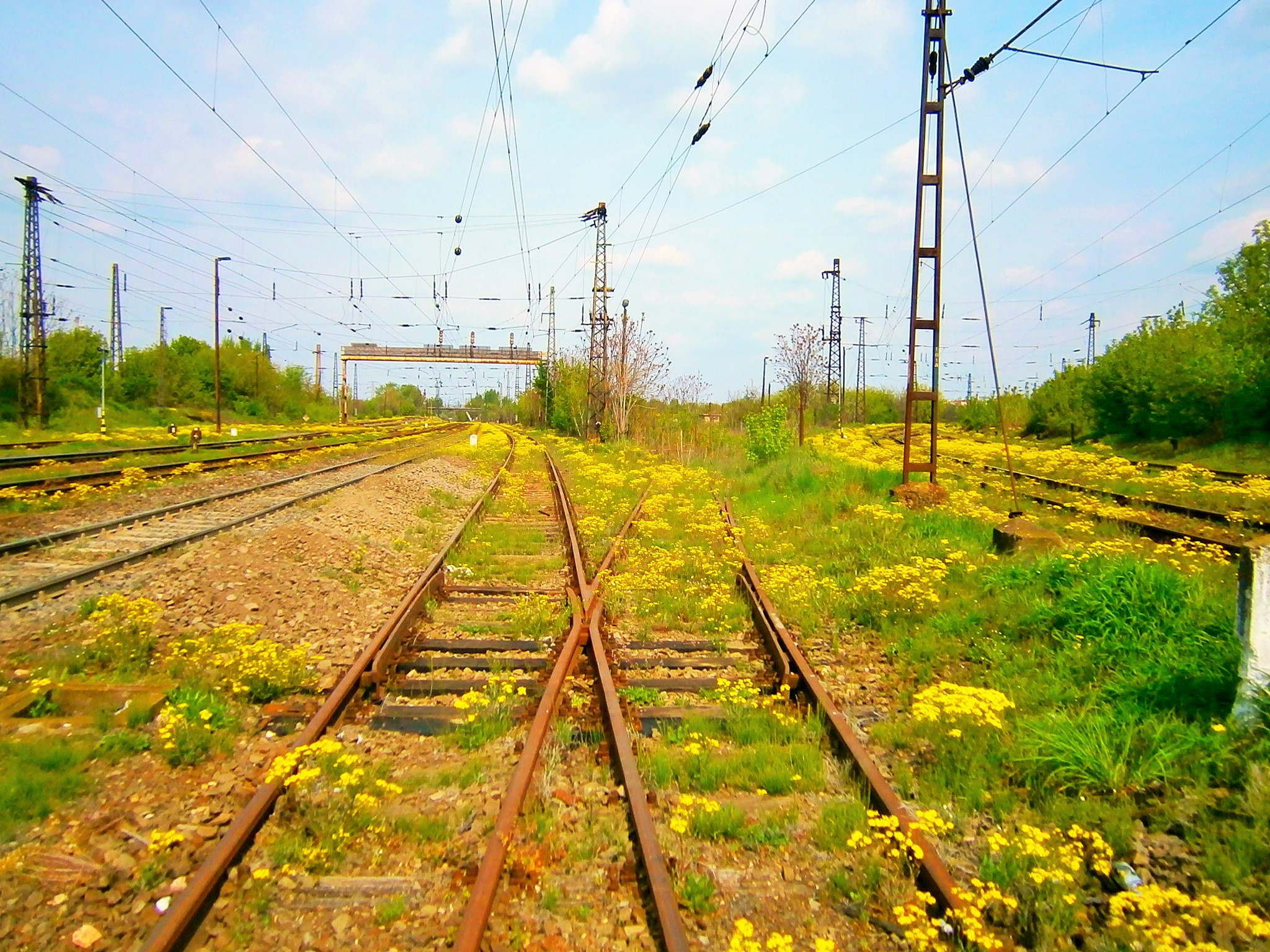
A telep bejárati vágánya a telep felé
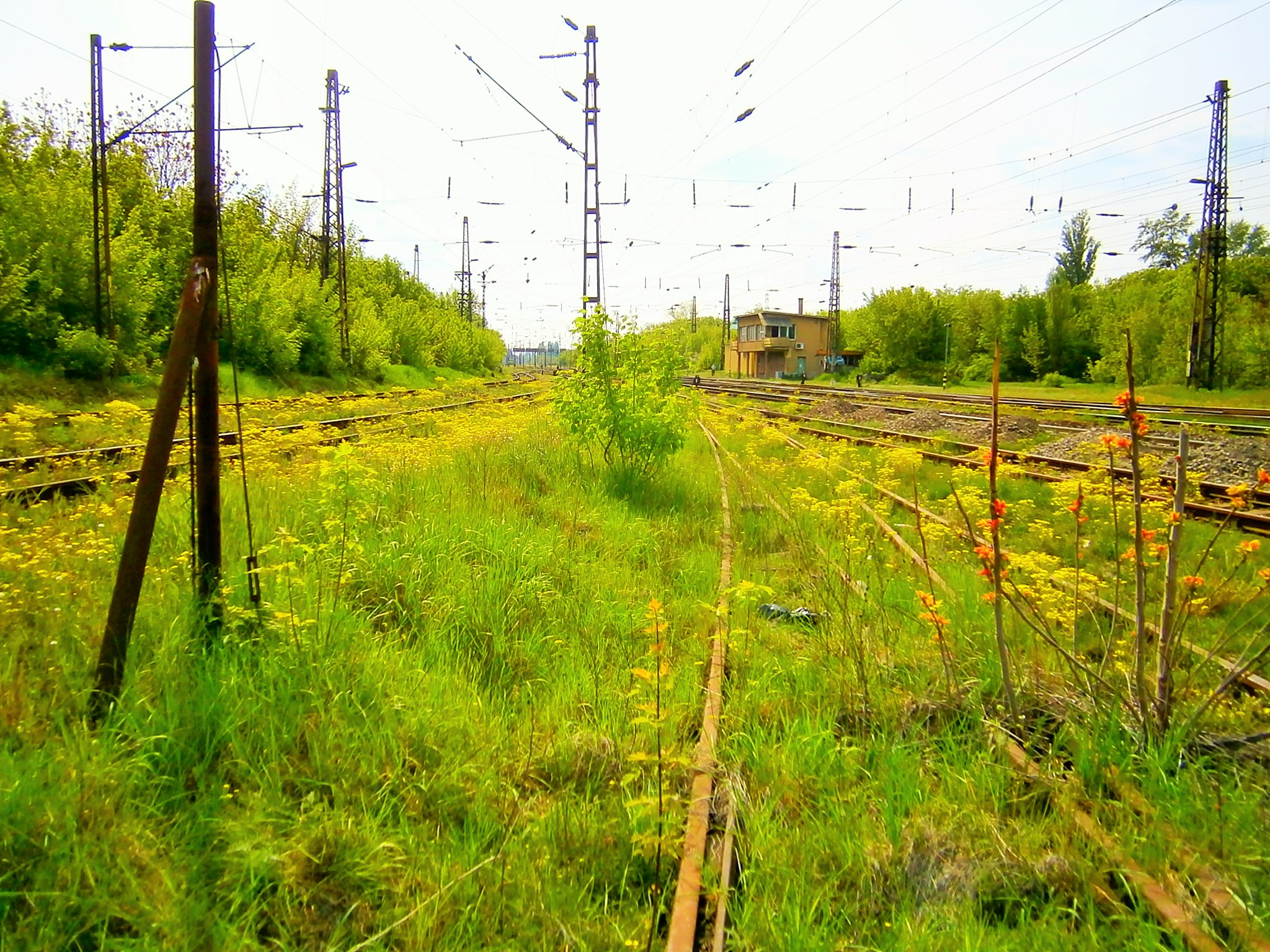
A telep bejárati vágánya Rákosrendező felé
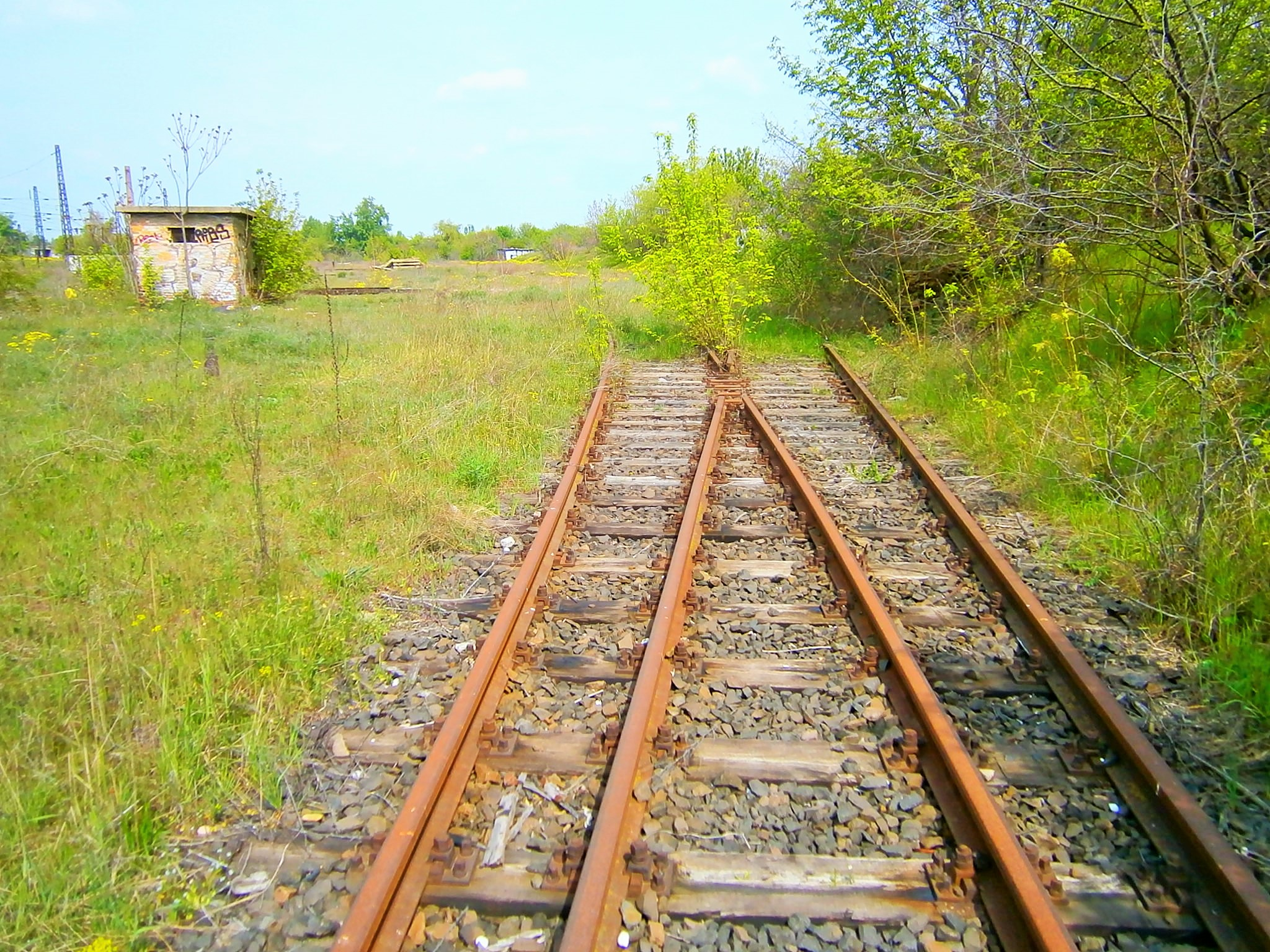
Sínek
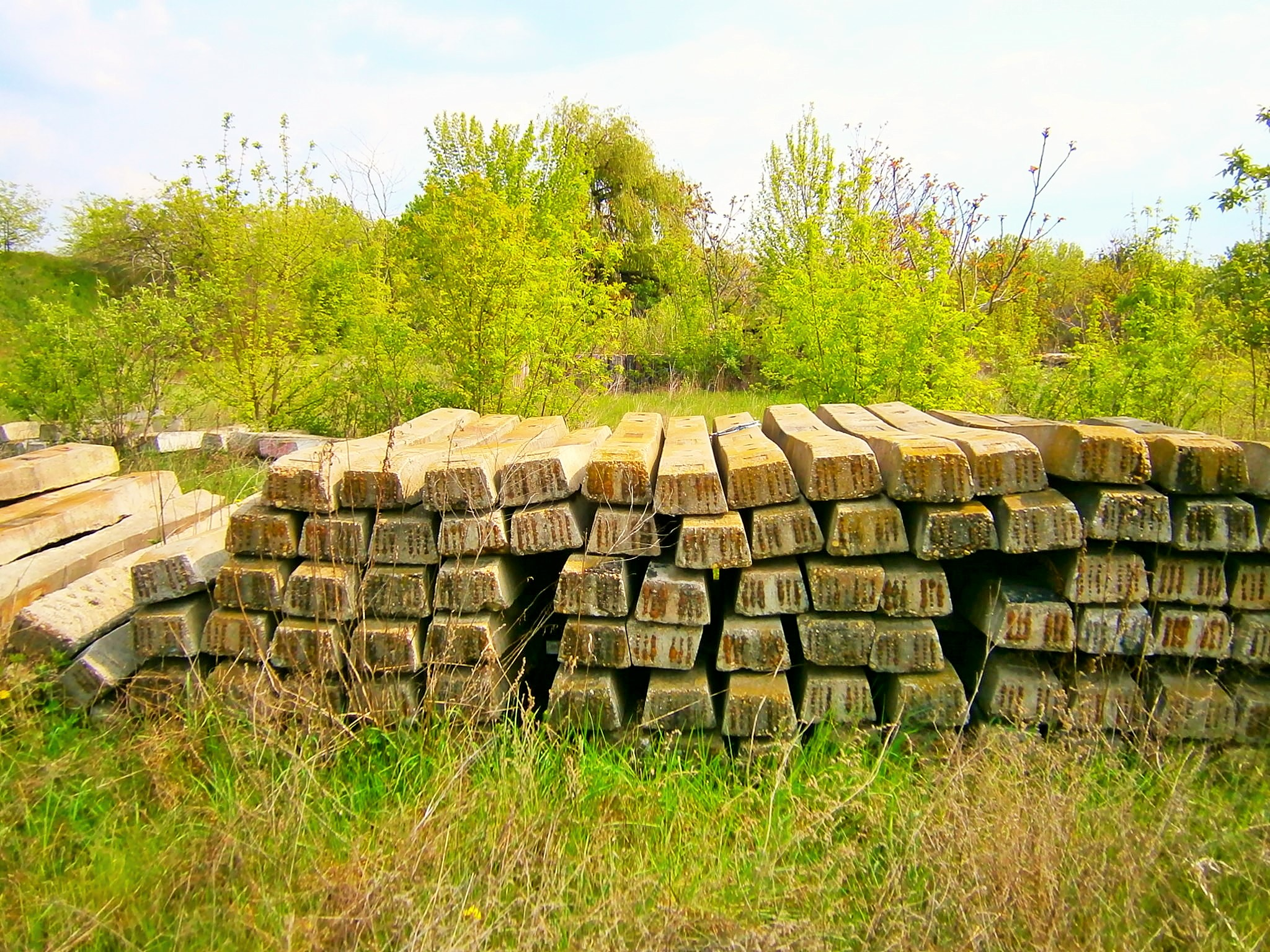
Betonaljak
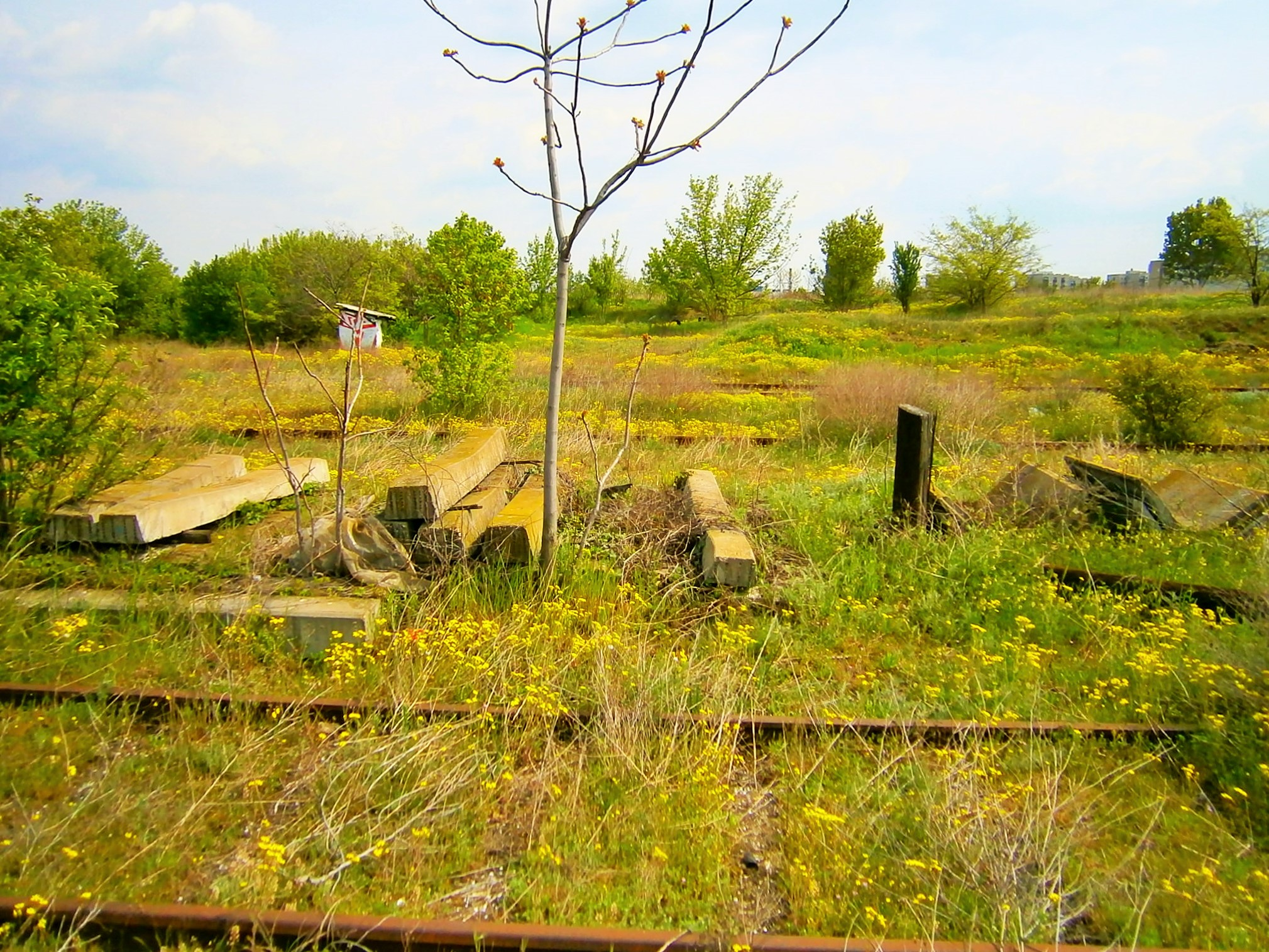
Betonaljak
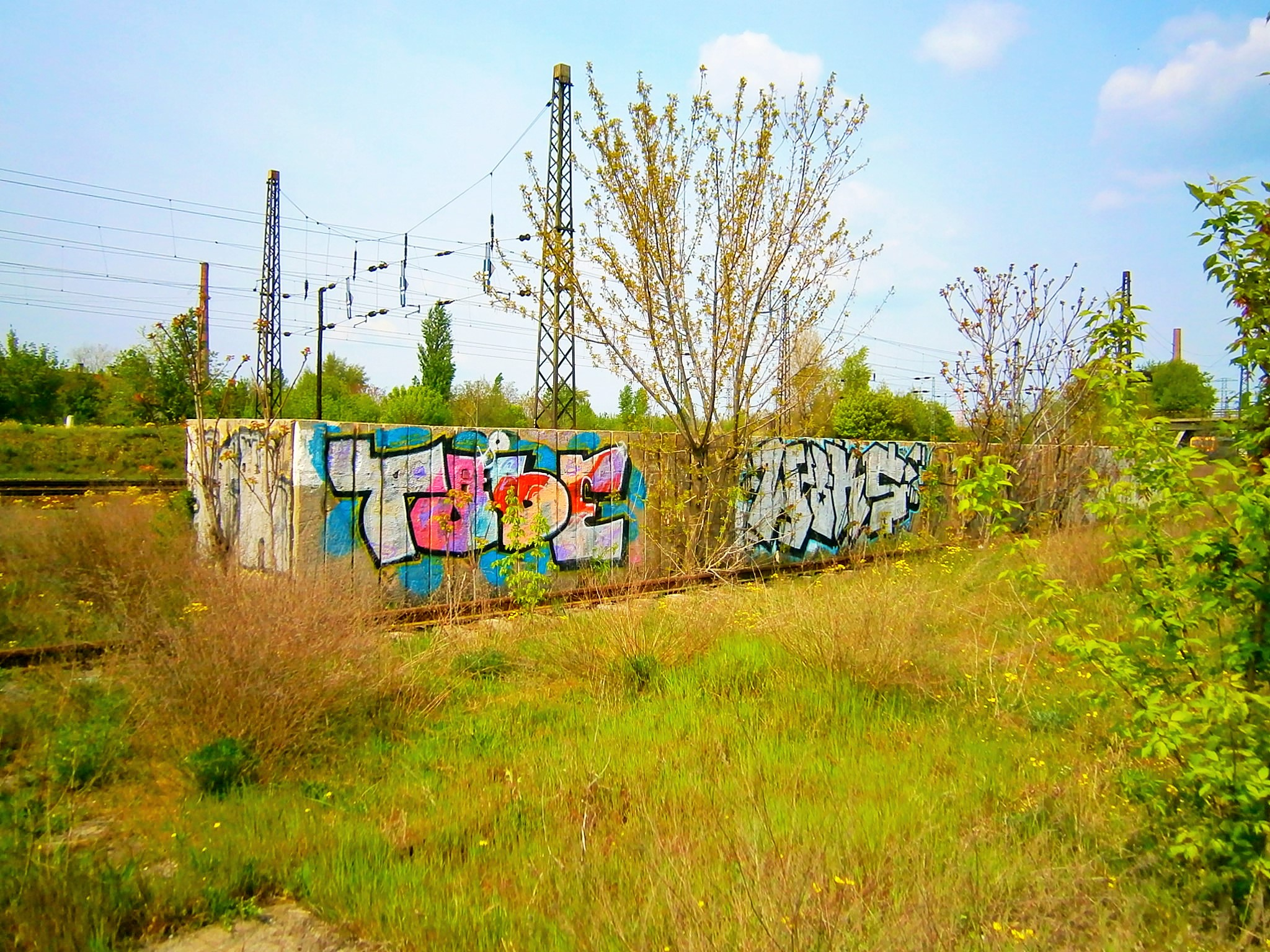
Graffiti
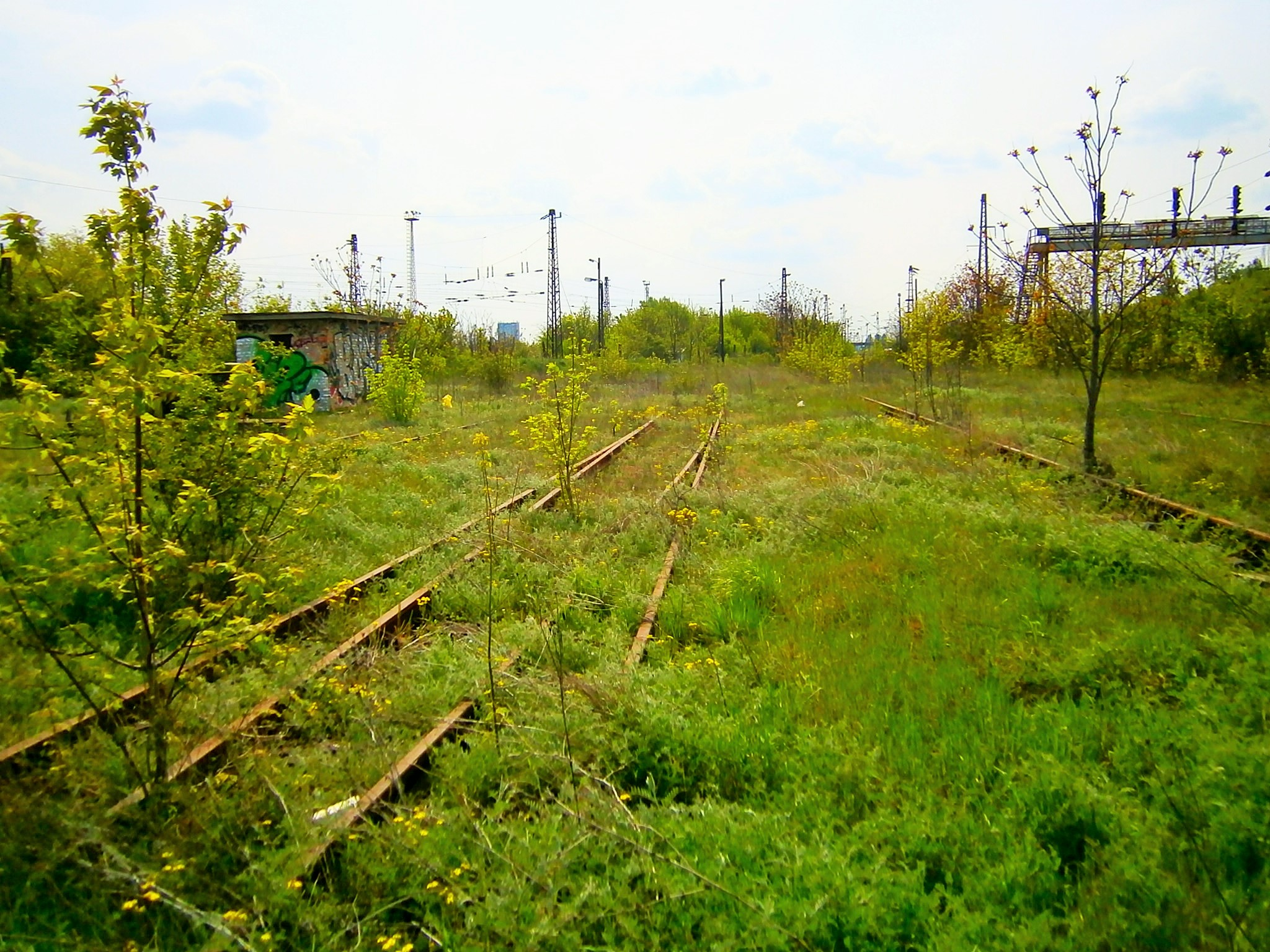
A növényzet már a vágányok között is burjánzik
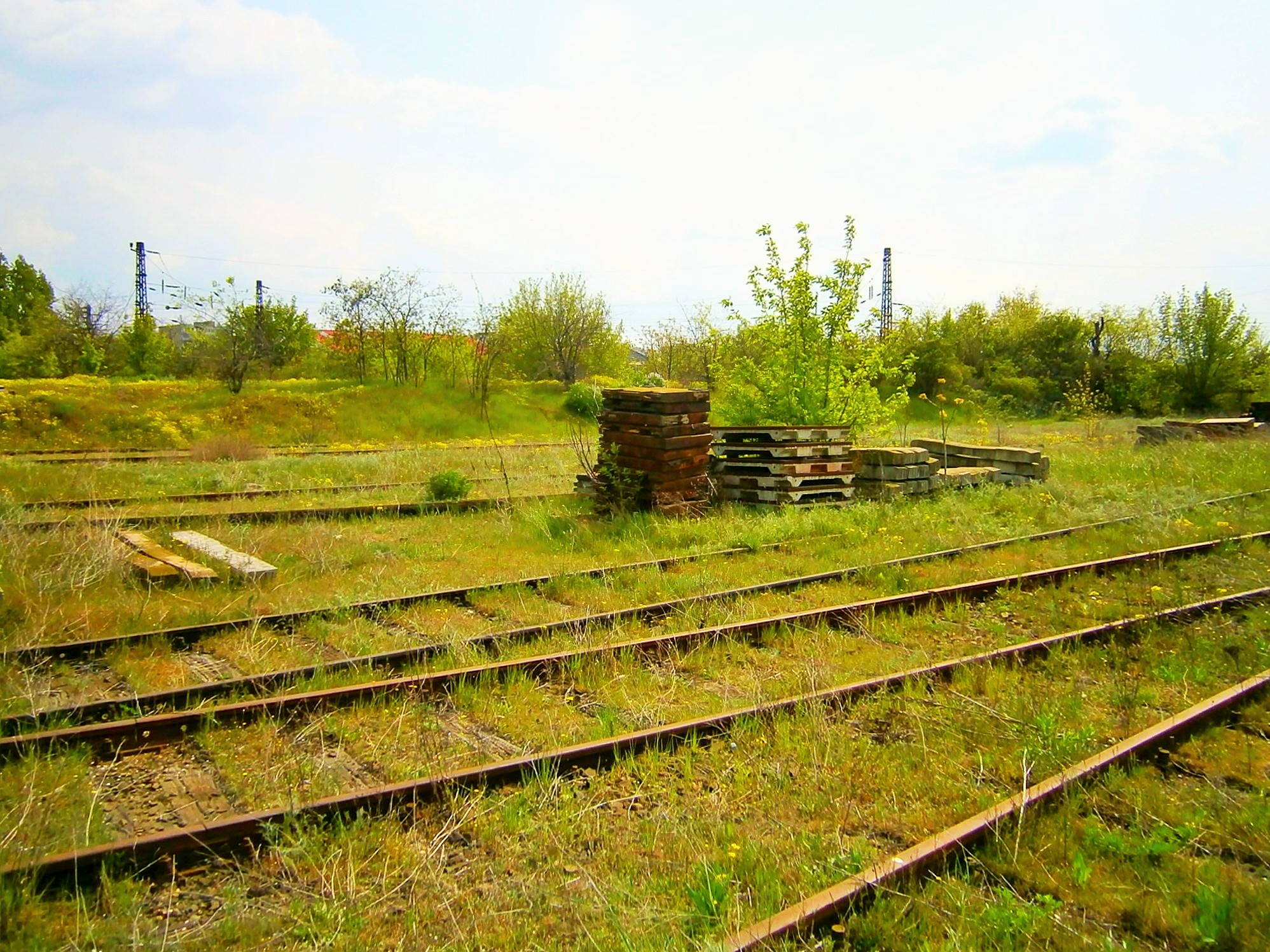
Betonaljak a vágányok között
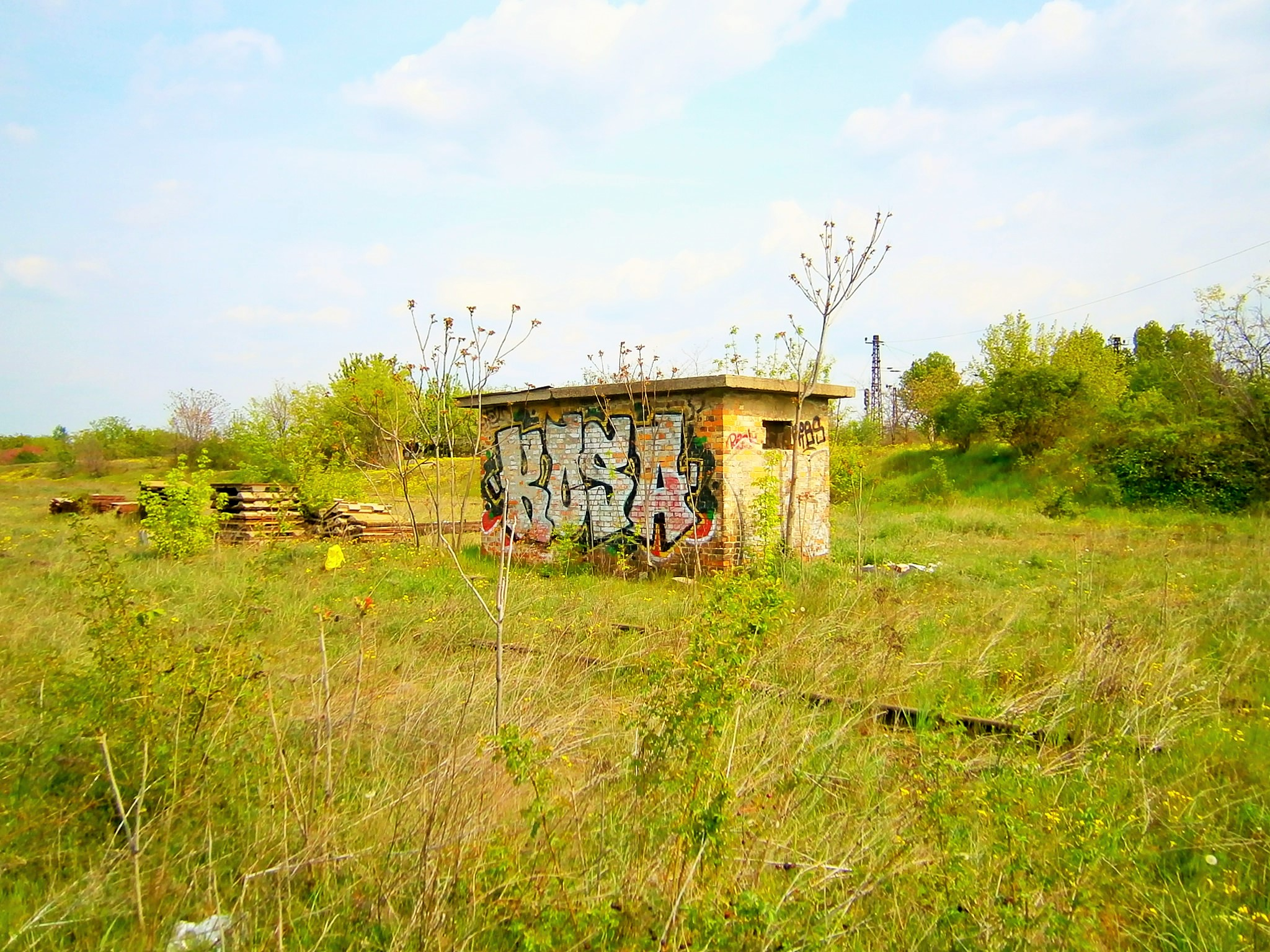
Kisebb épület
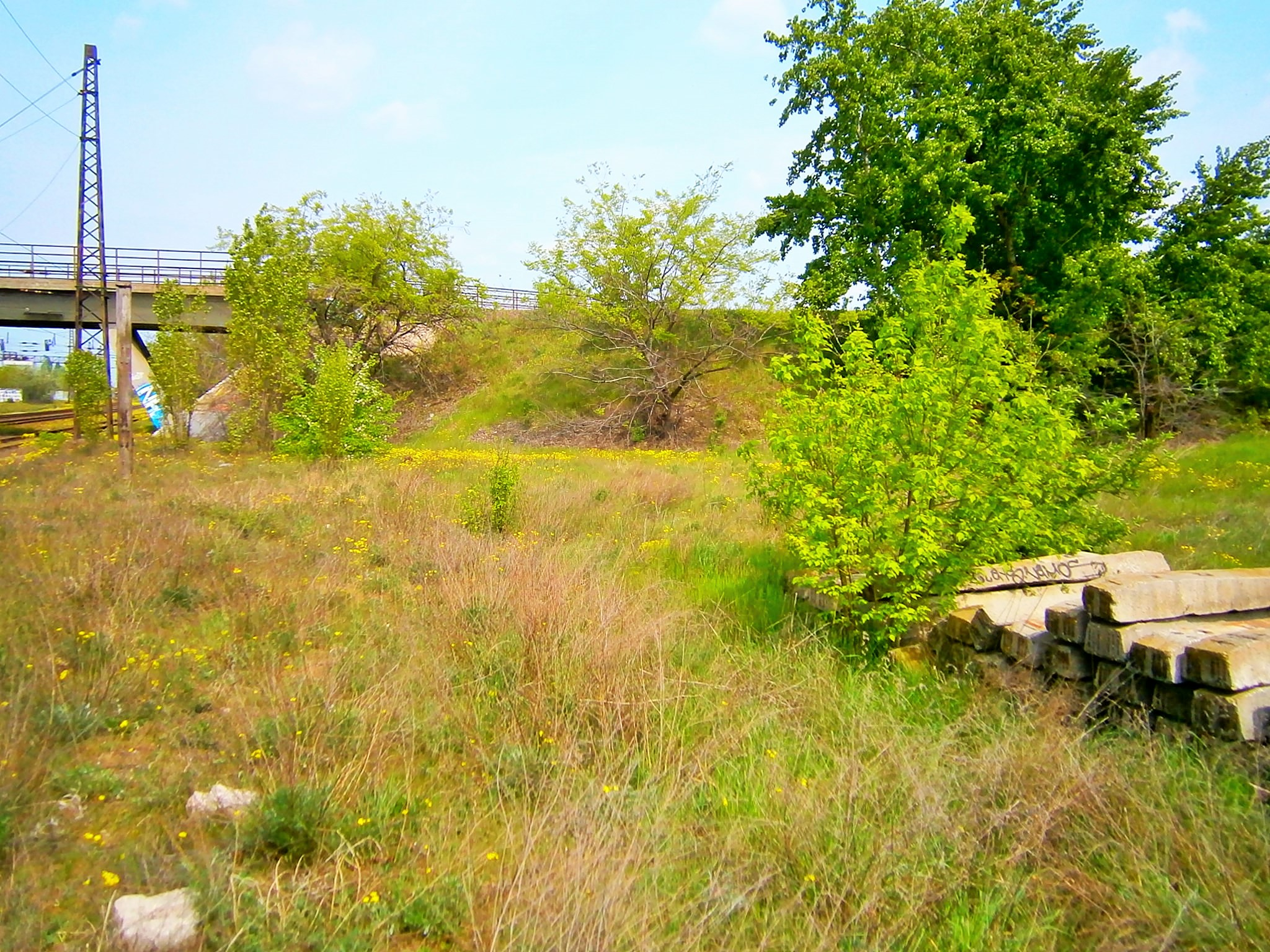
A telep északi vége a Marcheggi-hídnál